# 정천모
정천모(鄭天謨, 일본식 이름: 東川天謨히가시카와 덴보, 1895년 5월 17일 ~ 1955년 10월 25일)는 일제강점기의 조선귀족이자 관료이다. 본관은 동래이며 본적은 서울특별시 종로구 권농동이다.

## 생애
남작 정한조의 아들이며 1910년대 보성전문학교를 졸업했다. 1915년 11월 10일 일본 정부로부터 다이쇼대례기념장을 받았고 같은 해 11월 11일 일본 정부로부터 종5위에 서위되었다. 1917년 8월 20일 자신의 아버지였던 정한조가 받은 남작 작위를 승계받았으며 1922년 10월 10일 일본 정부로부터 정5위에 서위되었다. 1928년 11월 16일 일본 정부로부터 쇼와대례기념장을 받았다.
1930년대 조선총독부 주최 및 후원으로 열린 조선신궁 제례 행사에서 조선귀족 대표로 참석했다. 황해도 옹진군(1929년 4월 ~ 1930년 3월 25일), 황해도 평산군(1930년 3월 25일 ~ 1932년), 경기도 시흥군(1932년), 경기도 고양군(1933년 ~ 1943년 3월 4일)에서 속(屬)으로 근무했으며 황해도 평산군 속으로 재직 중이던 1930년 7월 1일 당시에는 일본 정부로부터 종4위에 서위되어 있었다.
1935년부터 1945년 8월 광복 때까지 조선식량영단에서 근무했으며 1943년 3월 4일 조선총독부 경기도 도이사관으로 임명되었다. 1940년 11월 10일 일본 정부로부터 기원 2600년 축전 기념장을 받았으며 광복 이후인 1949년 8월 30일 반민족행위특별조사위원회로부터 불구속 송치되기도 했다. 민족문제연구소의 친일인명사전 수록자 명단의 수작/습작 부문과 관료 부문, 친일반민족행위진상규명위원회가 발표한 친일반민족행위 705인 명단에 포함되었다.

## 참고자료
- 친일반민족행위진상규명위원회 (2009). 〈정천모〉. 《친일반민족행위진상규명 보고서 Ⅳ-16》. 서울. 487~496쪽.